# Karol Jetting

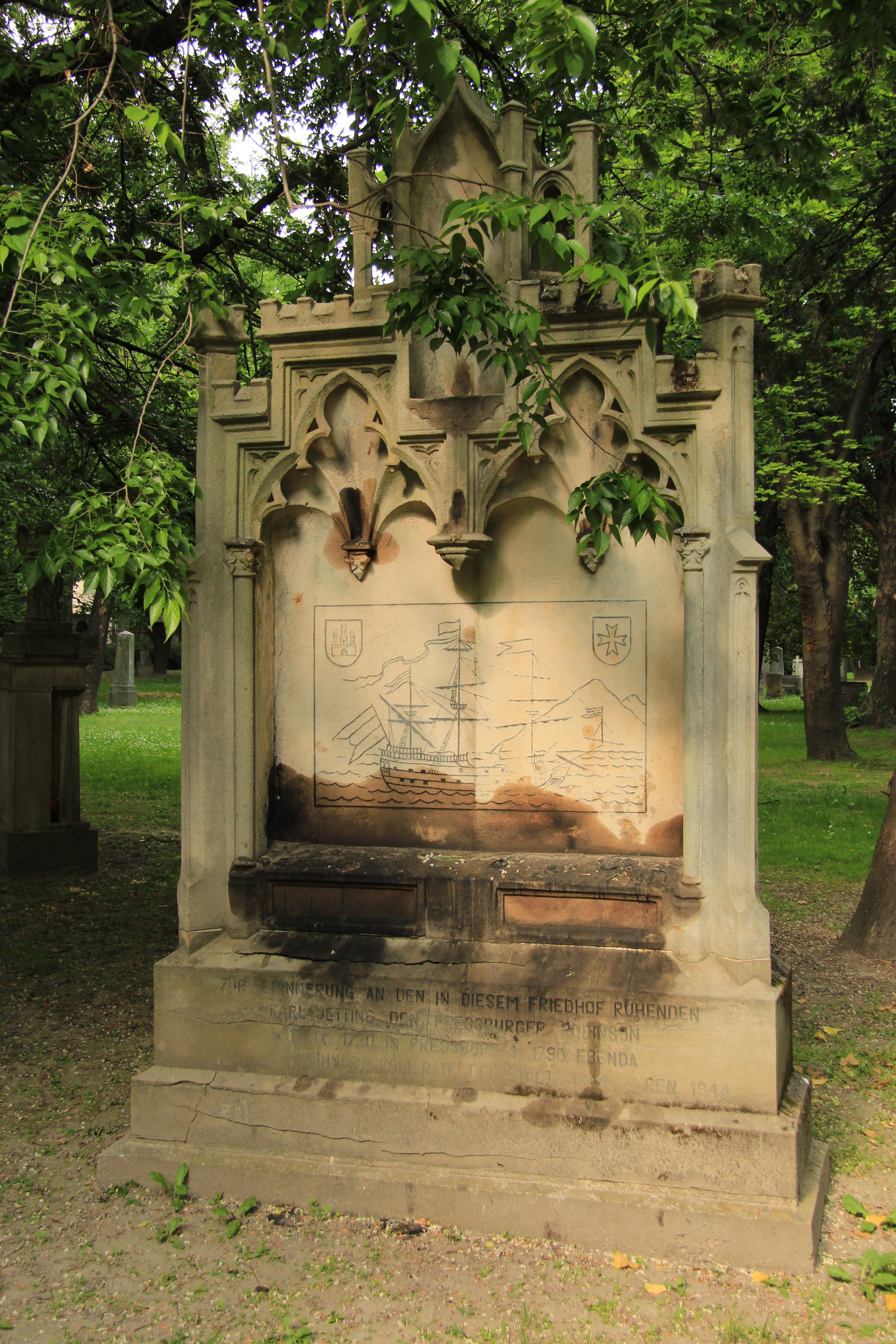
Hrob Karola Jettinga na Ondřejském hřbitově

Karol Jetting (1730 Bratislava – 1790 Bratislava) byl úředník, cestovatel a diplomat, známý jako „bratislavský Robinson“.
Žil dobrodružný život, sloužil i u anglického krále. Ovládal několik světových jazyků, v mládí se seznámil s anglickým bankéřem, který ho zaměstnal v Londýně. Působil jako královský úředník v Senegalu. Jeho příběhy z Afriky zaujaly anglického krále. Jetting byl králem jmenován konzulem v Marseille. Na jedné své plavbě ztroskotal na malém neobydleném ostrově, nakonec ho zachránila loď, která plula poblíž.
Náhrobek na jeho hrobě je národní kulturní památkou Slovenské republiky.